# Nol (dijkrestant)

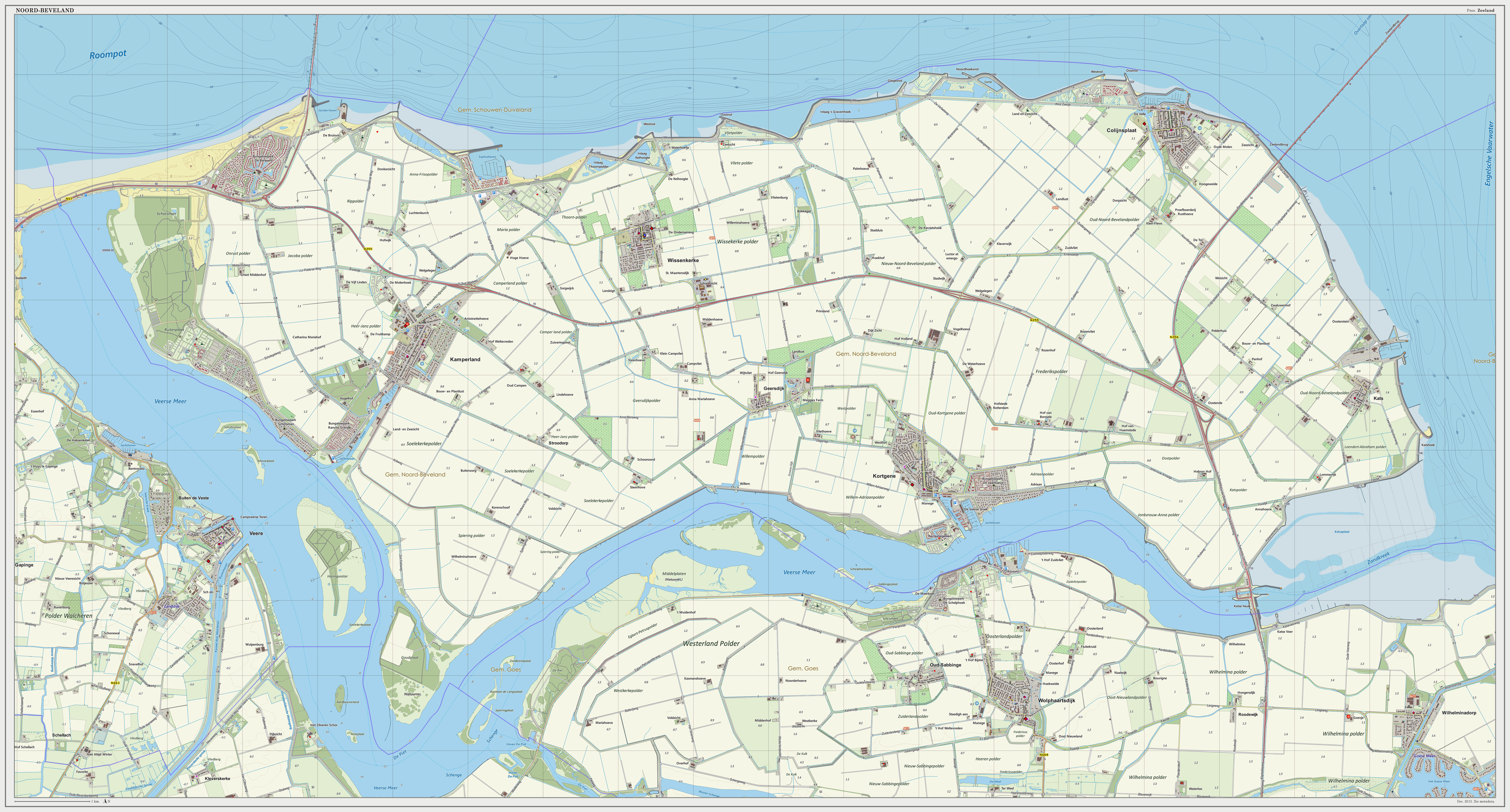
Noord-Beveland met zichtbare nollen aan noordzijde

Een nol is een overblijfsel van een dijk die na een overstroming is blijven bestaan en buiten het opnieuw ingepolderde gebied is blijven liggen. De nol dient nadien vaak als strek- of havendam. Nollen komen voor aan de kusten van de Nederlandse provincie Zeeland. 
Volgens Onze Taal (2003) bestaat het woord 'nol' ten minste sinds de middeleeuwen en betekende het oorspronkelijk de kruin op het hoofd. Het woord nol wordt ook gebruikt om een zandduin mee aan te duiden. De betekenissen 'duin' of 'dijkrest' zijn dus een vorm van beeldspraak. In de betekenis van een dijkrestant komen ze voor in Zeeland.

## Voorbeelden
In de provincie Zeeland zijn meerdere van deze 'dijklittekens' te vinden: aan de noordkant van Walcheren aan het eind van de strekdam van de jachthaven Oostwatering bij Veere bijvoorbeeld maar nog duidelijker aan de noordkant van Noord-Beveland waar ten minste zes nollen de naam nog dragen: tweemaal de West- en de Oostnol, de Glasjesnol en de Noordhoeksnol.